# Korpens polska
Korpens polska (originaltitel Korpinpolska) är en finländsk-svensk film från 1980 med regi, manus och foto av Markku Lehmuskallio. Filmen var hans långfilmsdebut.

## Om filmen
Inspelningen ägde rum mellan mars 1977 och juni 1979 i Oulanka nationalpark i nordöstra Finland samt på lagmansgården i Säkijärvi by i Utajärvi. Filmen premiärvisades den 14 mars 1980 på biograferna Diana och Astra i Helsingfors och Sverigepremiär hade den 5 maj samma år på biograferna Filmstaden och Sture i Stockholm.
Vid Berlins filmfestival 1980 nominerades filmen till en Guldbjörn och fick även ett hedersomnämnande vid samma festival. Vid Chicago International Film Festival 1980 nominerades filmen till en Gold Hugo och samma år mottog den två Jussistatyetter, en för bästa ljud och en för bästa filmteam.
Filmens titel åsyftar en traditionell finländsk folkmelodi som en av filmens huvudpersoner, Paavo, spelar på fiol.

## Handling
Filmen utspelar sig i norra Finland och under den första halvtimmen visas den ostörda vildmarkens förändringar genom årstiderna. Därefter möter tittaren en gammal man som bedriver en småskaligt jordbruk tillsammans med sonen Petteri och dennes hustru Hilkka.
Under en jakttur hör Petteri ljudet från motorsågar och röjningsmaskiner som kommer allt närmare gården och som visar sig komma från ett vägbygge. Skogvaktaren kommer och griper Petteri för olaglig jakt, avsaknad av vapenlicens och olagliga fällor och Petteri dras inför rätta. Han och hustrun diskuterar hur de ska kunna betala böterna.
Senare visar bilder från gården som nu är öde och håller på att förfalla. Ljuden från skogsmaskinerna hörs allt tystare och i skräck lämnar en fågel sitt bo. Ett av äggen i boet spricker och ut faller ett embryo.

## Rollista
- Pertti Kalinainen – Petteri Jokiaho, småbrukare
- Paavo Katajasaari – Paavo, Petteris far
- Hilkka Matikainen	Hilkka, Petteris mor
- Eero Kemilä – viltvårdaren
- Mari Holappa – grannkvinnan
- Heikki Holappa – hennes man

### Fotnoter
1. 1 2 3 4 5 6 7  ”Korpens polska”. Svensk Filmdatabas. http://sfi.se/sv/svensk-filmdatabas/Item/?itemid=7710&type=MOVIE&iv=Basic&ref=/templates/SwedishFilmSearchResult.aspx?id%3d1225%26epslanguage%3dsv%26searchword%3dkorpens+polska%26type%3dMovieTitle%26match%3dBegin%26page%3d1%26prom%3dFalse. Läst 13 maj 2013.